# Diễn đàn Kinh tế thế giới

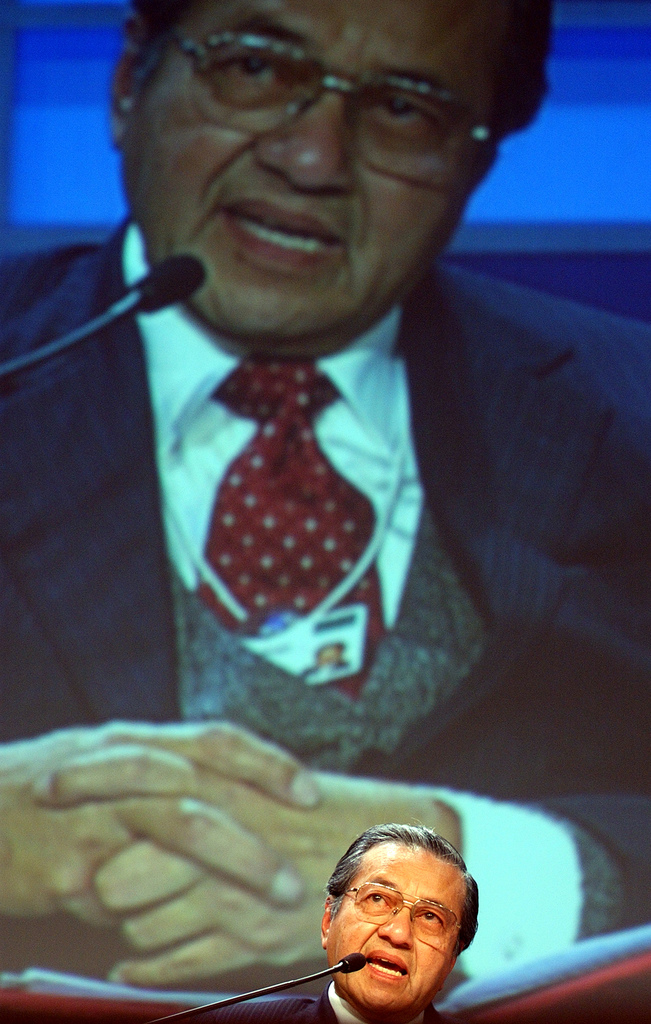
Ngày 23 tháng 1 năm 2003, Thủ tướng Malaysia Mahathir Mohamad có bài phát biểu tại cuộc họp thường niên của Diễn đàn Kinh tế Thế giới

Diễn đàn Kinh tế thế giới (tiếng Anh: World Economic Forum), (viết tắt: WEF) là một tổ chức phi lợi nhuận có trụ sở chính tại Cologny, bang Geneva, Thụy Sĩ, nơi các lãnh đạo doanh nghiệp hàng đầu, các vị lãnh đạo các nước, các học giả và phóng viên thảo luận những vấn đề thời sự quốc tế, bao gồm các lĩnh vực y tế và môi trường. Ngoài các cuộc họp quốc tế thường niên và nhiều cuộc họp khu vực khác, Diễn đàn Kinh tế thế giới cũng xuất bản các kết quả nghiên cứu và khuyến khích các thành viên cùng thực hiện các sáng kiến mang lại lợi ích cho toàn thế giới. WEF là một tổ chức quốc tế độc lập, và cam kết vào sứ mệnh phát triển năng lực của thế giới bằng cách kết nối các nhà lãnh đạo để kiến tạo các quan hệ hợp tác để từ đó thực hiện các mục tiêu kinh tế trên phạm vi toàn cầu và khu vực; và là một tổ chức trung lập, hoạt động không vì mục đích lợi nhuận, cũng như không có bất kỳ liên kết thiên lệch nào đối với các yếu tố mang tính chính trị, quốc gia dân tộc, hay cá nhân đơn lẻ.

## Quá trình hình thành

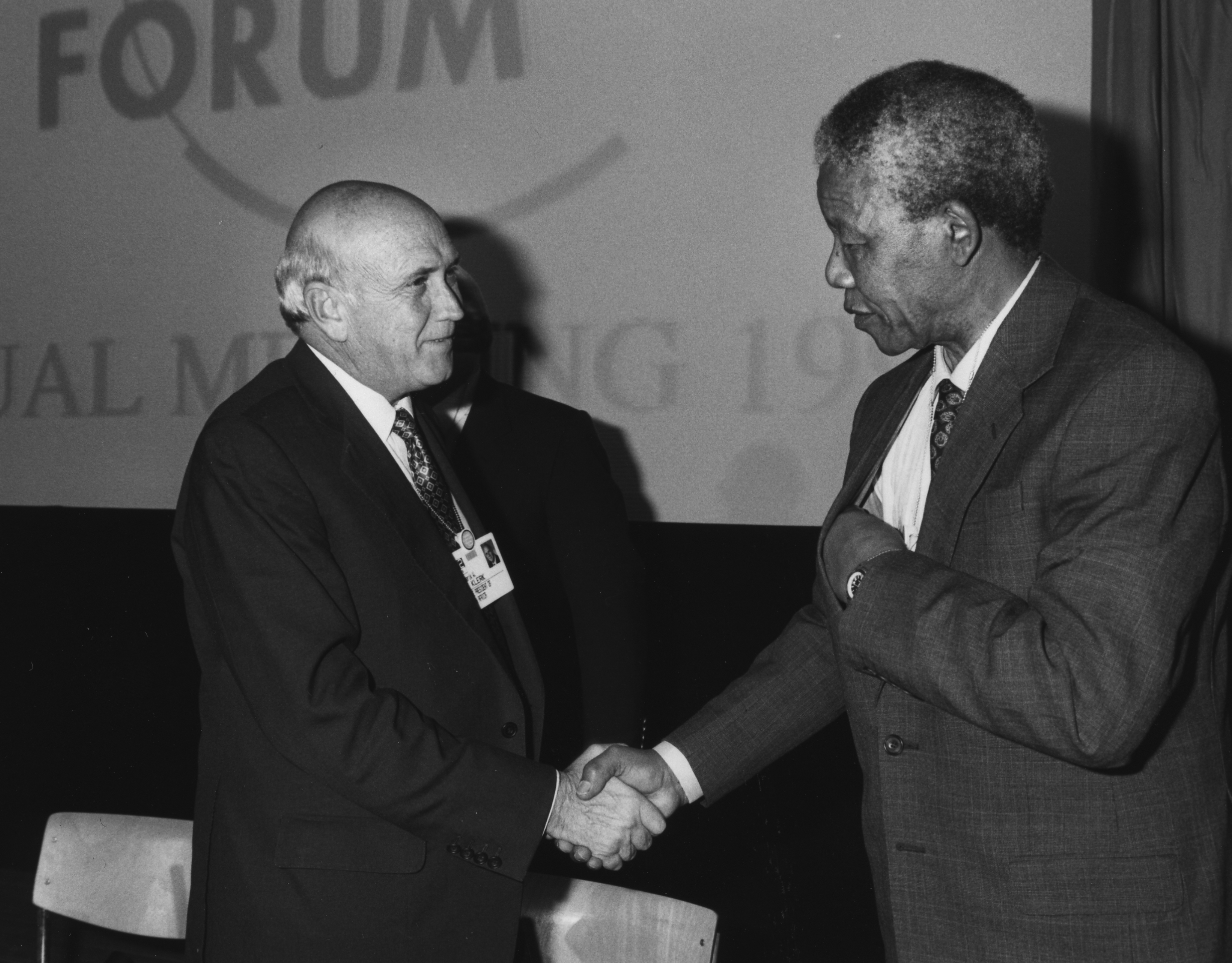
01/1992 tổng thống Nam Phi khi đó Frederik Willem de Klerk và Nelson Mandela bắt tay tại cuộc họp Diễn đàn Kinh tế thế giới thường niên tại Davos

Diễn đàn Kinh tế thế giới - WEF được thành lập năm 1970 nhờ sáng kiến của Klaus Schwab. WEF đã thu hút hầu khắp các quốc gia trên toàn thế giới tham gia với mục tiêu chung để giải quyết những vấn đề cấp thiết mang tính toàn cầu.
Chủ tịch Diễn đàn Kinh tế Thế giới hiện nay là Tiến sĩ Klaus Schwab.
Hàng năm, Diễn đàn Kinh tế Thế giới (WEF) tổ chức Hội nghị Thường niên WEF tại Davos, Thụy Sĩ. Hội nghị WEF Davos có vai trò quan trọng như một trong những diễn đàn toàn cầu uy tín và hoạt động hiệu quả, thu hút sự quan tâm và tham dự của hầu hết Lãnh đạo các nước lớn, các tổ chức quốc tế cũng như các tập đoàn, công ty hàng đầu thế giới để cùng nhau bàn thảo về những vấn đề then chốt toàn cầu (các xu thế vận động của kinh tế thế giới, mô thức tăng trưởng, các vấn đề quản trị nền kinh tế, quản trị doanh nghiệp, các vấn đề có tầm ảnh hưởng toàn cầu,...) và cùng nhau cam kết tăng cường hợp tác vì sự thịnh vượng chung.

### WEF Đông Á
Diễn đàn Kinh tế thế giới Đông Á (WEF Đông Á) là một trong bốn Diễn đàn Kinh tế thế giới khu vực (Đông Á, châu Phi, Mỹ Latinh và Trung Đông) của WEF. WEF Đông Á được tổ chức hằng năm nhằm tăng cường và mở rộng quan hệ kinh tế - thương mại giữa các nước trong khu vực và giữa các nước Đông Á với các khu vực khác trên thế giới. Giám đốc khu vực châu Á của WEF là Ông Sushant Palakurthi Rao.
Hội nghị Diễn đàn Kinh tế Thế giới về Đông Á 2010 (gọi tắt là WEF Đông Á 2010)
Từ ngày 6 đến ngày 7 tháng 6 năm 2010 tại Thành phố Hồ Chí Minh, Việt Nam đã đăng cai tổ chức Hội nghị Diễn đàn Kinh tế Thế giới về Đông Á 2010 (gọi tắt là WEF Đông Á 2010). Đây là lần đầu tiên Việt Nam đăng cai một hội nghị khu vực quan trọng hàng đầu của Diễn đàn Kinh tế Thế giới. Tham dự WEF Đông Á có 450 đại biểu, gồm lãnh đạo Chính phủ các quốc gia trong khu vực, đại diện các doanh nghiệp hàng đầu thế giới, các học giả và báo chí tham dự. 
- Chủ đề WEF Đông Á 2010: "Nâng cao Vai trò Lãnh đạo của châu Á";
- Nội dung chính của WEF Đông Á 2010 gồm:
  1. Vai trò lãnh đạo của châu Á;
  2. Những rủi ro toàn cầu;
  3. Lộ trình tăng trưởng xanh của châu Á;
  4. Lộ trình tăng trưởng của châu Á trong tương lai.[2][4]

## Lãnh đạo Việt Nam tham dự WEF
- Nguyễn Khánh
- Võ Văn Kiệt
- Phan Văn Khải
- Nguyễn Tấn Dũng [5]
- Nguyễn Thiện Nhân [6]
- Nguyễn Xuân Phúc[7]
- Phạm Minh Chính